# 萨赫保恩普
萨赫保恩普（Sahpau NP），是印度北方邦Hathras县的一个城镇。总人口7965（2001年）。

## 人口
该地2001年总人口7965人，其中男性4275人，女性3690人；0—6岁人口1376人，其中男728人，女648人；识字率57.43%，其中男性为68.94%，女性为44.09%。